# Emmanuel Dungia
Emmanuel Dungia (né le 20 avril 1948 – décédé le 1er février 2006) est un diplomate de la République démocratique du Congo (RDC) et auteur de l'ouvrage : Mobutu et l'argent du Zaïre: les révélations d'un diplomate, ex-agent des Services secrets, incluant le rapport rédigé pour le Fonds monétaire international par Erwin Blumenthal, ancien directeur des Affaires Étrangères de la Bundesbank. Dungia est également connu pour son arrestation, comparution et acquittement par le gouvernement congolais d’avoir participé à un complot visant à renverser Laurent Kabila assassiné le 16 janvier 2001.

## Enfance et jeunesse

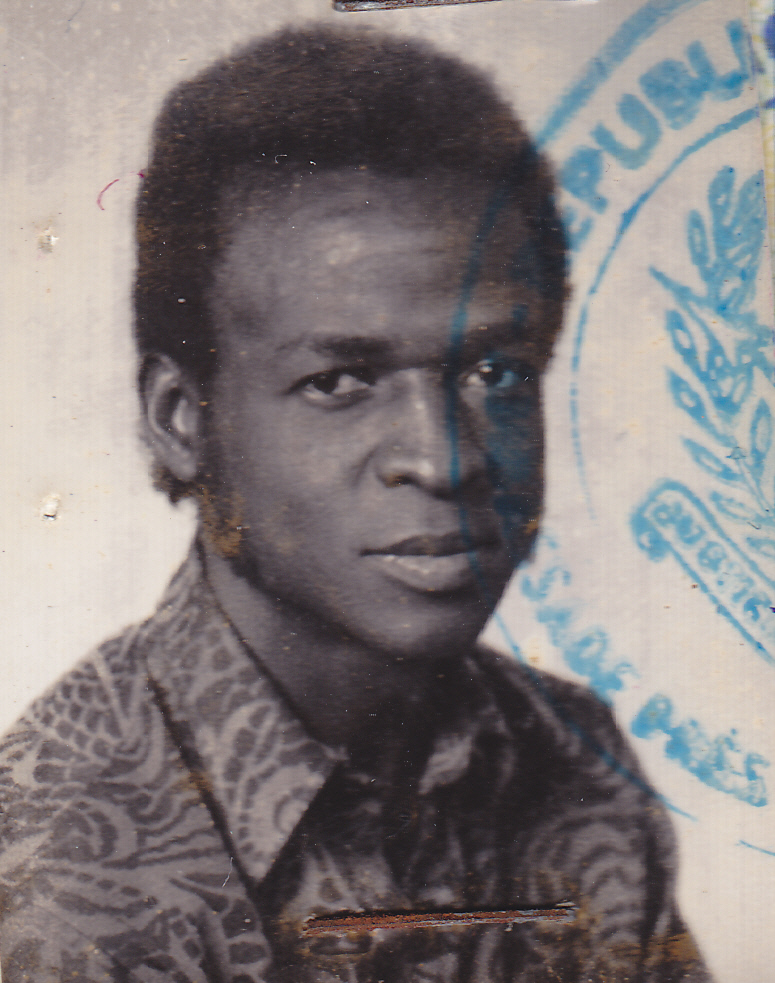
Emmanuel Dungia en 1977.

Emmanuel Dungia est le fils de François Zoambe Kuku Dungia, un infirmier et de Wivine Yumbe Mbisala, une mère au foyer qui l’aurait mis au monde à Bondaki aux environs de Gemena dans la région de l’Oubangui dans la province de l’Équateur en République démocratique du Congo.
Emmanuel Dungia, également connu sous le nom d'Emmanuel Dungia Mosi Nagifi est né Emmanuel Dedetemo. « De de te mo » se traduit littéralement en ngbaka par : « fais à toi-même ». Au figuré, une des interprétations serait : « occupes-toi de toi-même sans te laisser influencer par qui que ce soit ».
Le nom « Dungia » vient de Ndungia auquel on a enlevé en 1957 le N lors du changement par uniformisation légale du nom de famille par l’autorité coloniale suivant les procédures officielles. Ndungia existe dans l’espace ngbaka, mais est faiblement diffusé et sa signification est inconnue. Ces procédures coloniales seront renversées par Mobutu à partir de 1967 lorsqu’il introduira le concept du « nationalisme congolais authentique » ou encore « révolution zaïroise authentique »  dont le but visera à gommer l’histoire coloniale de son pays.
Durant son enfance et sa jeunesse, Dungia passe soit par choix, soit par concours de circonstances par plusieurs institutions académiques : l’école catholique de Molegbe où il apprendra le dialecte Ngbandi ; le petit Séminaire de Kotakoli ; l’école normale de Molegbe, l’école catholique de Libenge, le Collège Saint-Laurent de Gemena qui est la première école secondaire du District de l’Oubangui créée depuis le début de la Colonisation du Congo ; l’ex-Athénée royal de Coquilhatville (Mbandaka) qui était réservée avant l’indépendance aux enfants belges et « évolués » congolais ; l’école royale des cadets de Bruxelles ; l’école royale militaire belge, l’Athénée de Ngiri-Ngiri à Kinshasa et une école de Neuf-Château dans la province belge du Luxembourg.

## Carrière sous Mobutu Sese Seko

Drapeau du Zaïre.

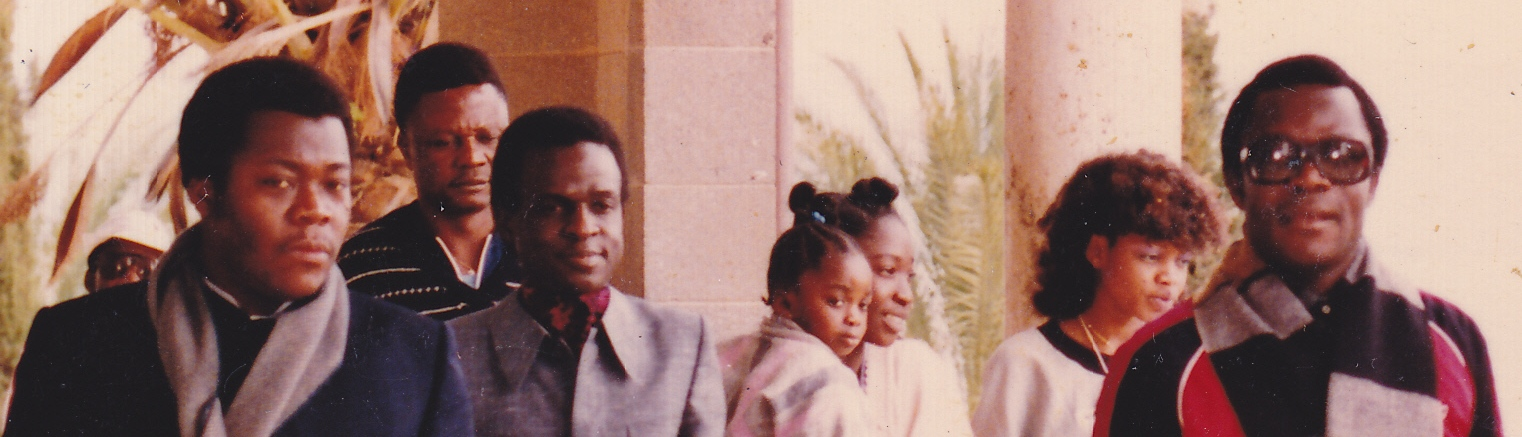
Emmanuel Dungia en Israël, en 1985.

### Services de sécurité
En février 1978, Dungia quitte la Belgique pour retourner définitivement au Zaïre où, peu de temps après son retour, il est engagé dans l'administration des Finances en qualité d’inspecteur des Finances.
Un jour, Dungia décide de rendre une visite de courtoisie à Zuwa Gozo, un « aîné » et joueur de football populaire de la communauté africaine de Louvain où il était venu préparer une thèse de doctorat en droit maritime. Zuwa Gozo fait office de Secrétaire particulier de Monsieur Seti Yale, à l’époque le très puissant patron du service de sécurité. Le patron de Zuwa Gozo, Seti, qui connaissait Dungia pour l’avoir rencontré à l'université Lovanium, remarquant sa présence, demanda de ses nouvelles, notamment de ses études, lorsqu’il entra dans son bureau pour donner des instructions à Zuwa Gozo. Le jour suivant, Seti Yale fait chercher Dungia pour qu’il lui montre son diplôme universitaire. Dungia se présente tel que demandé et séance tenante, Seti le fait engager à la sécurité. Dungia rapporte que plus tard, qu'il soupçonnera que le geste de Seti aurait pu être dicté par le souci de récolter quelques informations sur son rival Honoré Ngbanda, qu’il avait côtoyé intimement à Bruxelles et qui lui disputerait le leadership autour de Mobutu.
Après un stage de formation au service des renseignements durant un mois, il est d’abord affecté comme adjoint, ensuite comme titulaire au chef de poste de la sécurité à l’aéroport international de Ndjili. En 1979, il est muté au service d’études à la direction centrale.

### Diplomatie en Europe
Après avoir été versé au département extérieur, il est envoyé en poste diplomatique à Paris (1980-81), à Bruxelles (1981-86) et au Vatican (1986-89). En 1989, il est rappelé à Kinshasa où il travaille comme agent de liaison de la sécurité en qualité de conseiller diplomatique du Ministre des Affaires Étrangères Nguza Karl-I-Bond.
Mais Dungia n’a, dit-il, plus le cœur à l’ouvrage pour le travail de renseignement. À partir de 1986, il a de plus en plus une aversion pour le régime Mobutu dont le système de gestion qu’il qualifie de « criminel » heurterait sa conscience.
En avril 1990, le régime Mobutu évolue vers le multipartisme. Après la formation du premier gouvernement de la transition, le Cabinet du Ministre Nguza Karl-I-Bond cède la place à celui de Mushobekwa Kalimba Wa Katana. Mais Dungia refuse de réintégrer le service de sécurité.

### 1erexil et publications

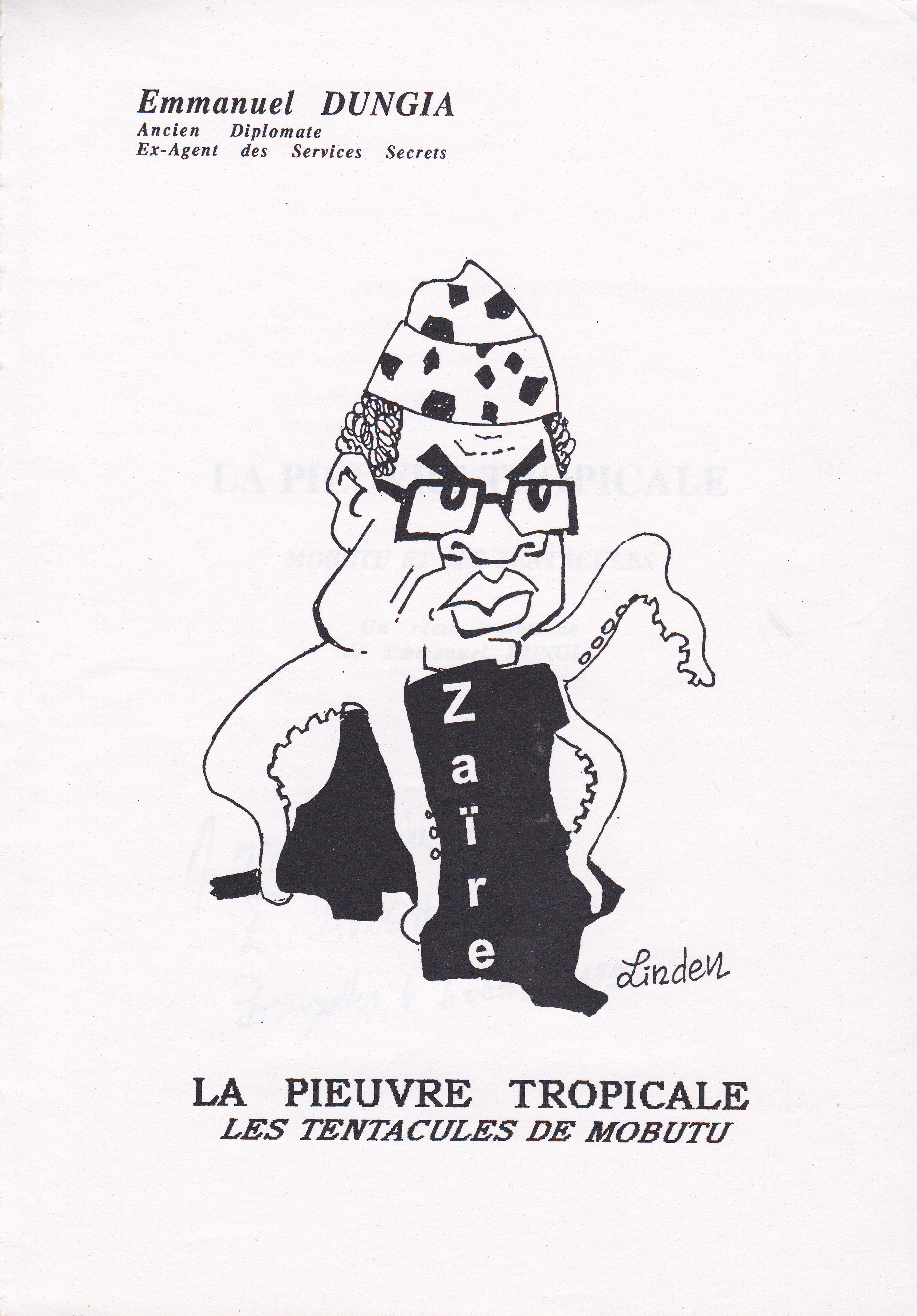
Page de couverture du livre La pieuvre tropicale. Les tentacules de Mobutu à Bruxelles.

Il se prépare soigneusement à partir en exil en Belgique après avoir achevé la rédaction du manuscrit de son livre Mobutu et l’Argent du Zaïre qui sera mis en vente le 28 janvier 1992. Le dictateur Mobutu en fait lui-même la promotion en assignant l’Éditeur l’Harmattan et Dungia en justice pour tenter d’en obtenir l’interdiction.
Le livre connaît un succès de librairie international mais son Éditeur aurait, selon Dungia, commis une grande escroquerie à ses dépens. Il accuse le directeur des éditions l’Harmattan de systématiquement tromper les auteurs (en particulier Africains) sur le chiffre des ouvrages imprimés et vendus. Mobutu et l’Argent du Zaïre qui continue d’être vendu jusqu’à ce jour était disponible dans les bibliothèques universitaires majeures à travers le monde. L’ouvrage de Dungia qui est continuellement référencé par d’autres travaux et auteurs, fut même utilisé assidûment lors de Conférence nationale souveraine.
En 1995, Dungia vit sous protection policière de l’État belge dans des conditions difficiles avec ses enfants. En septembre 1995, il accepte un emploi dans une Association sans but lucratif qui s’occupe des personnes ayant des problèmes psychiques, des prisonniers et des étrangers en quête de régularisation de situation administrative.
En 1995, Dungia publie La pieuvre tropicale. Les tentacules de Mobutu à Bruxelles, un ouvrage dont la distribution et l'impact seront modestes par rapport à son premier livre.

## Carrière sous Laurent-Désiré Kabila

Drapeau de la RDC sous Laurent Kabila.

### Dungia se joint à la rébellion
Fin septembre 1996, le régime Mobutu est confronté à une situation insurrectionnelle dans la province du Kivu. Une rébellion soutenue par le Rwanda et l’Ouganda conquiert des villes et avance sur Kinshasa. Après la chute de Kisangani le 15 mars 1997, l’homme d’affaires Jeannot Bemba Saolona et l’ambassadeur Pelendo, qui disent parler au nom de la communauté Ngbaka, chargent Dungia d’effectuer une mission à Goma pour transmettre un message du peuple Ngbaka au chef de la rébellion Laurent Désiré Kabila. À Goma, Dungia arrive précédé par la réputation causée par son livre. Un de ses supporteurs, Mwenze Kongolo et proche de Kabila, le sollicite pour apporter son expérience à la rébellion. Il accepte. Dungia rentre à Bruxelles pour faire rapport et prendre les dispositions nécessaires pour ses enfants.

### Diplomatie en Afrique australe et centrale
De retour à Goma début avril 1997, Dungia est provisoirement affecté en qualité de conseiller diplomatique au Cabinet de Dr Bizima Karaha qui fait office de Ministre des Affaires Étrangères. Le régime Mobutu tombe le samedi 17 mai 1997 alors que Dungia et l’équipe du rebelle Laurent-Désiré Kabila sont à Lubumbashi. Sous la liesse populaire, ils regagnent Kinshasa dans la soirée du mardi 20 mai 1997. Fin juillet 1997, le président Kabila le fait venir avec le Ministre Bizima dans son Cabinet du Palais de la Nation pour notifier Dungia de sa nomination en qualité d’ambassadeur itinérant. Le 7 août, Kabila l’envoie en mission de service en Afrique du Sud. Le 24 août, Dungia arrive en visite de travail chez le président Nelson Mandela. Le jour de son retour à Kinshasa le 26 août, Dungia est nommé ambassadeur, chef de la mission diplomatique à Pretoria, après avoir longtemps hésité à le nommer à la tête du service de sécurité dont il a fait arrêter le chef peu de temps avant le voyage en Afrique du Sud.

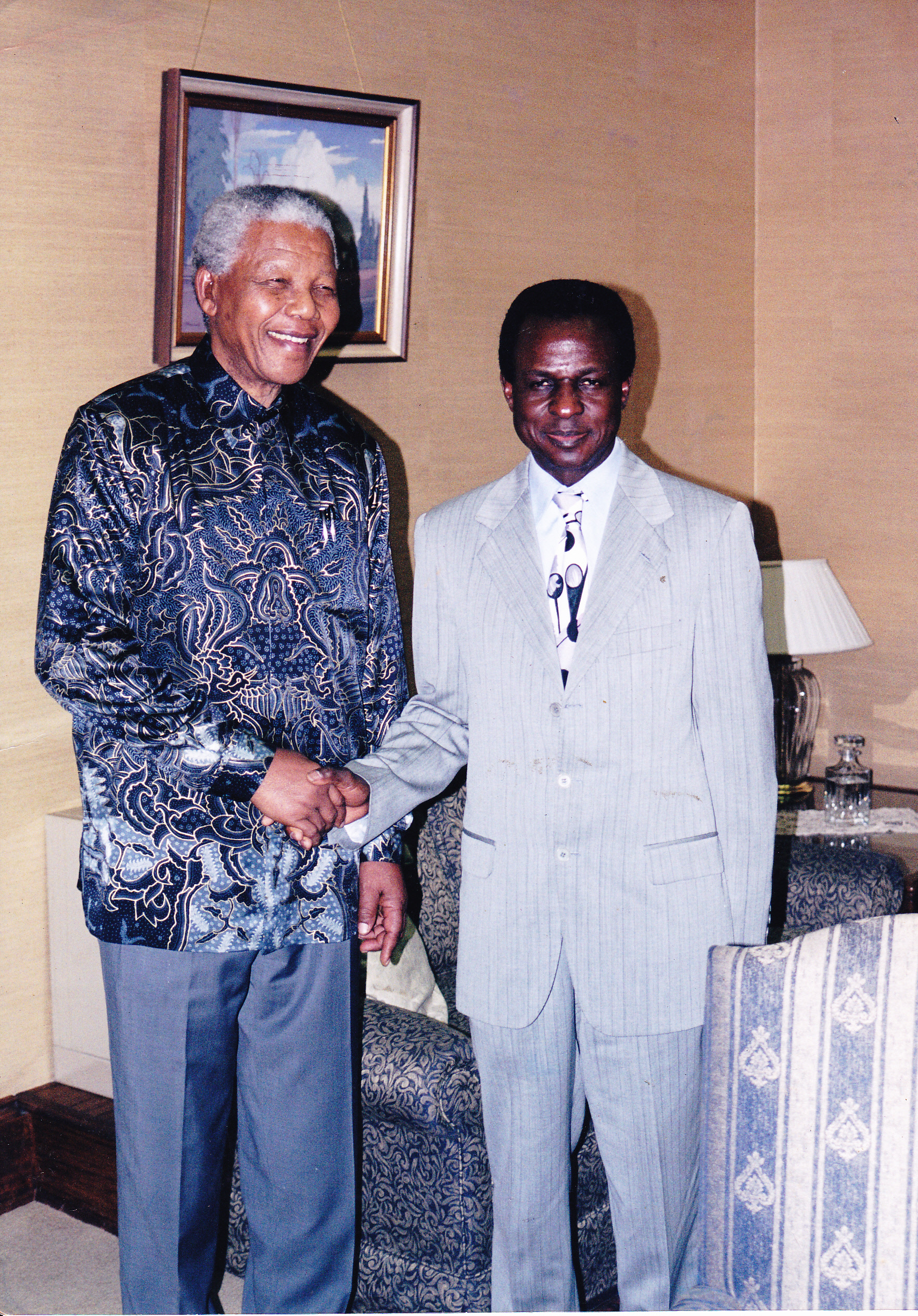
Nelson Mandela et Emmanuel Dungia, à Pretoria, en Afrique du Sud, en août 1997.

Dungia reste à Pretoria jusqu’au 20 janvier 1998, date à laquelle il est rappelé à Kinshasa, selon Dungia, sous les pressions incessantes des ressortissants katangais qui ne cessent de demander au président Kabila la désignation d’un ambassadeur natif du Katanga pour y drainer les investissements sud-africains.
En juillet 1998, Dungia est nommé ambassadeur à Bangui, avec juridiction sur le Congo-Brazzaville et le Tchad. Il arrive à Bangui avec sa famille, précédé par un coup monté, rapporte-t-il, par un Chargé d’affaires de la République démocratique du Congo qui aurait malicieusement utilisé des canaux centrafricains pour faire parvenir au président Ange-Félix Patassé un message selon lequel Dungia aurait pour mission de déstabiliser son pouvoir, puisqu’étant de la tribu de son rival et ennemi André Kolingba. Dès l’installation du régime de Laurent-Désiré Kabila à Kinshasa, le Chargé d’Affaires ferait parvenir des correspondances aux Affaires Étrangères. Personne n’y prête la moindre attention. Arguant d’absence de document d’accréditation en tant qu'Ambassadeur de la République démocratique du Congo, Dungia regagne Kinshasa après deux jours passés au Tchad car les autorités centrafricaines refusent de le recevoir.
En 1999, le président Laurent Kabila décide de le renvoyer en Afrique du Sud, mais les autorités sud-africaines ne donnent aucune suite à la demande de son accréditation.

### Travail au Cabinet gouvernemental
Le 9 mai 2000, le président Kabila l’envoie chercher par Georges Leta, administrateur général en chef adjoint de l’Agence Nationale de Renseignements que Dungia avait proposé au président Kabila à Pretoria pour la nomination à ce poste. Laurent-Désiré Kabila aurait lui-même suggéré à Dungia de lui en faire la proposition, car il avait des difficultés à trouver une personne compétente. Ce jour-là donc, Dungia est notifié de la décision de Kabila quant à nomination en qualité de son Conseiller chargé de Mission. Mais très vite, relate-t-il, une autre cabale politique est montée contre lui.
Le Vice-Ministre des Affaires Étrangères David M’Bwankiem recevrait une fausse information selon laquelle on prépare Dungia à prendre son poste lors d’un remaniement ministériel imminent. La secrétaire particulière du président, Nelly Twite est sa protectrice à la présidence. En échange, elle lui envoie des parents en quête d’emploi que David M’Bwakiem s’empresse d’envoyer dans les postes diplomatiques déjà encombrés de diplomates cumulant plusieurs années de salaires impayés. Très influente auprès du président Kabila, Nelly Twite lui distille des informations montées de toutes pièces selon lesquelles Dungia servirait d’antenne au chef rebelle Ngbaka Jean-Pierre Bemba. Il est mis sous haute surveillance par le président Kabila jusqu’au jour de son assassinat le 16 janvier 2001. Aucune mission à l’extérieur n’est plus confiée à Dungia. Bien plus, le président va même jusqu’à lui refuser l’autorisation d’effectuer une visite privée en Italie en décembre 2000.

### Arrestation et2eexil
Le 19 février 2001, Dungia est arrêté par le service de sécurité de la Garde présidentielle au motif d’avoir participé à un complot visant au renversement du jeune et nouveau président Joseph Kabila. Onze officiers de la ex-Faz (Forces Armées Zaïroises) le précèdent sur la liste des détenus. Le 23 février, ils sont transférés à la prison de Makala. Les interrogatoires ne donnent pas de résultat, car il n’y a aucun élément à l’appui de l’accusation. Contre toute attente, les détenus sont transférés à la prison de Buluwo au Katanga le 17 juin 2001. Le 13 septembre 2001, Dungia est « acquitté » par la Cour d’Ordre Militaire qui accélère les jugements à la suite des pressions internationales. Sous torture, l'officier Itele Ituko qui l’accuse initialement, finira par déclarer lors des réunions préparatoires, n’avoir jamais vu Dungia. Ce dernier rentre à Kinshasa le 16 septembre 2001.
Avec la Voix des sans-voix, une des Organisations non gouvernementales qui soutiennent la cause de détenus injustement accusés jusqu’au procès, Dungia tente d’organiser le 25 septembre 2001 un point de presse sur les irrégularités dont ont été entachées les procédures judiciaires en plus sentences prononcées ailleurs que dans le prétoire à l’encontre de ses codétenus. La manifestation est interdite sous menaces par la Cour d’Ordre Militaire. Néanmoins, Dungia fait publier le texte de son exposé dans le journal La Tempête des tropiques du 28 septembre 2001.
Le gouvernement congolais tente de l’enlever une nuit dans le Centre d’Accueil Protestant où il a élu domicile avec son épouse à sa sortie de prison. En avril 2002, il se réfugie avec son épouse à Brazzaville.

## Carrière sous Joseph Kabila

Drapeau de la RDC sous Joseph Kabila.

Le 21 juillet 2003, Dungia regagne Kinshasa, suivi de son épouse le 31 juillet. Il retourne en République démocratique du Congo sur l’invitation du Vice-président Azarias Ruberwa, Président de l’ex-mouvement rebelle du Rassemblement congolais pour la démocratie. Dungia commence le travail dans son Cabinet le 27 janvier 2004.
En 2005, Emmanuel Dungia est désigné ambassadeur auprès de l’Union européenne mais il décède du cancer dans une clinique bruxelloise avant de prendre ses fonctions. À la suite de son décès, Dungia est remplacé par Corneille Yambu-a-Ngoy en août 2006.

## Vie privée

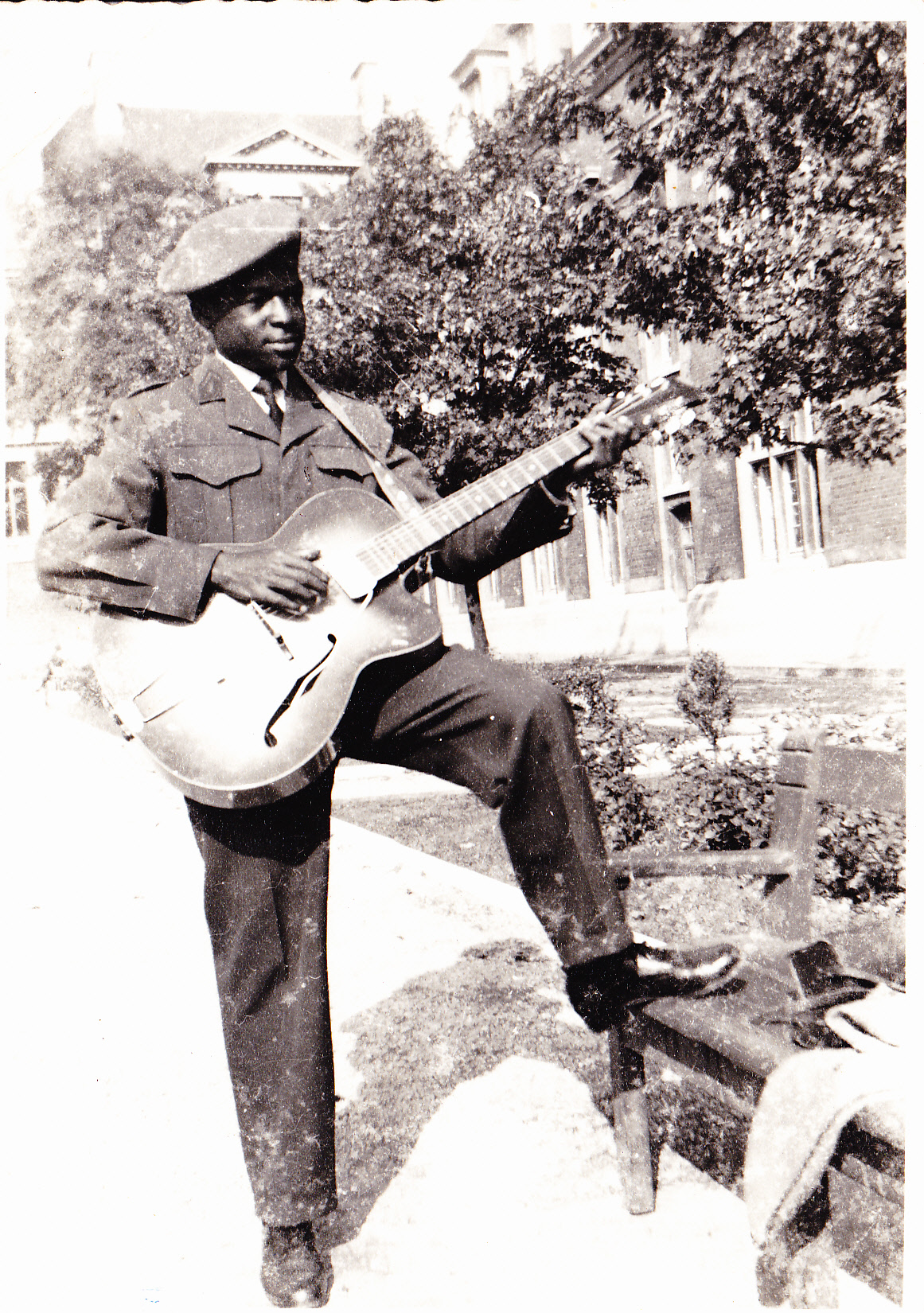
Emmanuel Dungia à l'École royale des Cadets, à Bruxelles (Laeken), 1962.

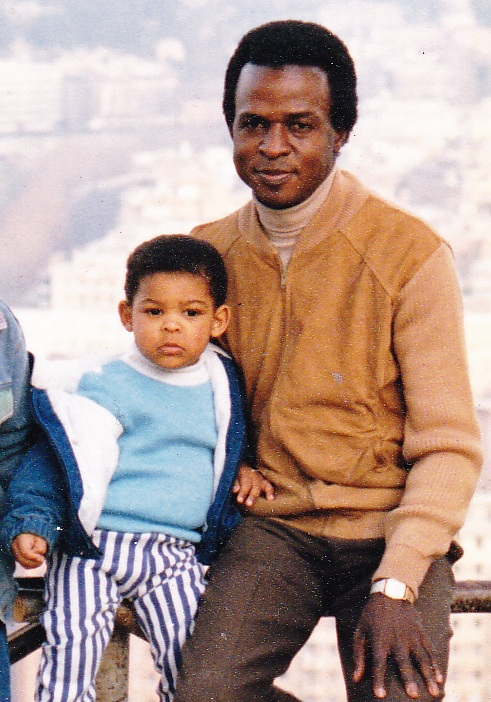
Emmanuel Dungia et son fils Déna, à Rome, en février 1989.

### Formation
En 1952, il entre à l’école primaire de la Mission catholique de Bosobolo où il rapporte avoir connu beaucoup d’ennuis avec le Directeur italien, le père Albert, qui lui donnera souvent des coups sur la tête avec un trousseau de grosses clés.
Arrivé à l'âge adulte, pour aider ses parents, il décide de travailler un moment avant de poursuivre ses études. Le Ministre provincial de la Santé Maurice Nyoka l’engage comme employé au Service des Maisons Fonds d’avance, alors que son directeur de Cabinet Yapele a déjà son propre candidat. Pour cette raison, rapporte Dungia, ce dernier lui cause beaucoup d’ennuis qui finissent par le décider à reprendre ses études. Il s’inscrit donc à l’université Lovanium, mais une autre surprise désagréable l’attend : le diplôme de la section scientifique A (math-physique) de l’Athénée de Ngiri-Ngiri où il a étudié n’est pas homologué par le Ministère de l’Éducation nationale. Il lui faut donc passer par une classe préparatoire baptisée « propédeutique ». Après cette année, il prend une inscription à la Faculté des sciences économiques, section commerciale où l’année est réussie sans difficulté.
En 1967, à la suite de la situation créée par le mercenaire belge Schramme à Kisangani, une grave crise éclate entre le Congo et la Belgique qui retire ses coopérants. Mobutu décrète la mobilisation des étudiants universitaires pour pallier provisoirement à la situation. Pendant ce temps, Dungia est professeur de mathématiques à l’Athénée Lumumba, dans la Commune de Limete. Peu de temps après avoir repris les études en deuxième année à l’université, il obtient une bourse d’études du Marché Commun Européen pour une formation d’ingénieur commercial. Il est de retour en Belgique en janvier 1969, alors que les inscriptions sont clôturées dans les universités. C’est à l’université catholique de Louvain qu’il s’inscrit durant l’année 1969-70. L’année se passe sans problème.
En 1977, il termine ses études de sciences commerciales et financières à l’Institut supérieur de Commerce Saint-Louis à Bruxelles.

### Vie familiale
Emmanuel Dungia est père de 4 enfants.
En 1998, Dungia se marie pour la seconde fois mais son épouse sera emportée soudainement par la maladie en novembre 2004 quelques mois après leur retour de Brazzaville.

### Santé et décès
Lors de son séjour en Afrique du Sud entre 1997 et 1998, Emmanuel Dungia apprend qu’il est atteint du cancer depuis 1995. Le médecin qui le traite alors, lui fait savoir qu’il s’agit à ce point d’un cancer bénin qui, si traité rigoureusement, ne devrait pas s’étendre mais disparaître complètement. Dans le cas contraire, le cancer se propagerait et la durée de vie moyenne d’un patient cancéreux n’irait pas au-delà de 5 ans.
Mais Dungia, qui a une aversion, pour ne pas dire une peur bleue, des établissements hospitaliers et en particulier des salles de chirurgie et de la vue du sang, néglige de suivre son traitement à la lettre car, dit-il, il ne se sent pas « souffrant ». Il continue donc à mener son existence presque comme si de rien n’était jusqu’en 2005 où il est obligé de se retirer à Bruxelles pour recevoir des soins médicaux qui ne lui apporteront alors plus aucun secours. Il y décède le 1er février 2006, quelques jours après l’arrivée de ses filles venues d’urgence à son chevet depuis l’Afrique du Sud sur l’appel alarmant de leur famille vivant à Bruxelles. Sur son lit d’hôpital, Dungia dit à son ami proche qu’il est prêt à retourner vers son créateur le 31 janvier au plus tard car, dit-il, il est heureux d’avoir vu la génération suivante, sa petite-fille. Il annonce qu’il n’attend plus que l’arrivée de ses filles pour « partir ».

### Vie spirituelle
Dans ses mémoires, Emmanuel Dungia médite sur sa vie en écrivant : « Jusqu’en 1964, j’étais chrétien catholique avec ce que cela suppose de vie spirituelle superficielle. En 1964, un changement radical intervient dans ma façon d’appréhender les choses de la vie. Cette transformation est la conséquence de deux faits majeurs qui se conjuguent : la misère de mes parents pourtant grands croyants et la leçon sur la théorie de l'évolution de Charles Darwin qui tente d’annuler le récit de création tel que décrit dans la Bible. Je suis en cinquième secondaire. Le cours de biologie est le déclic qui me fait adhérer à cette conception erronée de la création, en totale contradiction avec le récit de la Genèse. Je suis alors convaincu que les religieux nous ont menés en bateau jusque-là. La situation de mon père me convainc qu’un Dieu bon ne peut laisser un homme aussi fervent que lui dans la précarité. Dans un tel état d’esprit, les promesses de la Bible deviennent pour moi des fables que ne peuvent gober que des ignorants. J’embrasse alors l’athéisme avec le prosélytisme d’un nouveau converti. »
« Je chemine dans cet état de non-croyant jusqu’en 1984. Cette année-là, je suis rappelé de mon poste à Bruxelles pour Kinshasa. Je suis pris par l’angoisse, car je ne suis pas préparé à ce retour. Mon chef dans la sécurité à l’ambassade, le Premier Conseiller d’ambassade m’entraîne progressivement dans la foi en Dieu. Il me met en garde contre la tentation d’enfermer Dieu dans la logique rationnelle du monde. Je finis par accepter d’assister à des séances de prière dans sa résidence à Rhode-Saint-Genèse. »
« Plus tard, je commence à fréquenter les Églises, catholiques et chrétiennes suivant l’endroit où je me trouve. En 1985, je fais baptiser mes enfants à l’Église catholique de Waterloo où j’ai ma résidence. Je regagne le Zaïre en 1989. En 1991, je pars en exil en Belgique avec l’idée de combattre le régime Mobutu qui s’évertue à entraver le processus de démocratisation qu’il a lancé de mauvais gré le 24 avril 1990 sous la double pression populaire et de la communauté internationale qui le trouve encombrant. »
« Début 1993, je suis confronté à une situation de précarité dramatique. Je suis sans ressources. Je recherche ardemment la face du Seigneur qui se manifeste puissamment en me sortant du pétrin. Je rencontre durant cette période l’ami qui me conduit chez le Pasteur de l’église de réveil La Nouvelle Jérusalem de Bruxelles. En septembre 1993, je reçois le baptême par immersion. À partir de cette époque, beaucoup de choses changent dans ma vie, mais en dehors de la lecture de la Bible, ma connaissance de la parole de Dieu n’est pas très significative. Beaucoup d’efforts pour une vie de sanctification, mais non fondés sur des enseignements sûrs et solides. La mutation profonde intervient lors de l’exil à Brazzaville. »

## Publications
- Mobutu et l’argent du Zaïre: les révélations d'un diplomate, ex-agent des Services secrets. Paris : L'Harmattan, 1992, 215 p.  (ISBN 978-2738411334).
- La Pieuvre tropicale : les tentacules de Mobutu à Bruxelles. Bruxelles : [l'auteur], 1995.